# Солодча (Ольховський район)
Солодча (рос. Солодча) — село у Ольховському районі Волгоградської області Російської Федерації.
Населення становить 1572  особи. Входить до складу муніципального утворення Солодчинське сільське поселення.

## Історія
Населений пункт розташований у межах українського історичного та культурного регіону Жовтий Клин.
Згідно із законом від 24 грудня 2004 року № 978-ОД органом місцевого самоврядування є Солодчинське сільське поселення.

## Населення
| 1959 | 2010  |
| ---- | ----- |
| 2641 | ↘1572 |